# Das Haus zum Mond
Das Haus zum Mond er en tysk stumfilm fra 1921 af Karlheinz Martin.

## Medvirkende
- Leontine Kühnberg som Bettina
- Erich Pabst som Nathanael
- Fritz Kortner som Jan van Haag
- Paul Graetz som Kornill
- Hans Schweikart som Fabian
- Käthe Burga som Pirzel
- Max Gülstorff som Just
- Frida Richard som Julchen